# Postások gyöngye − A greendale-i gőzmozdony
A Postás Pat és a greendale-i Rakéta (eredeti címén Postman Pat and the Greendale Rocket) brit televíziós bábfilm, amely a Patrcik, a postás című animációs tévéfilmsorozat speciális epizódja, Chris Taylor rendezésében. Magyarországon az M2 mutatta be.

## Cselekmény röviden
A gyerekek osztálykirándulásra mennek a greendale-i állomásra, ahol sok régi dolgot találnak, pl. a greendale-i Rakétát, és a felnőttekkel együtt rendbe is teszik az épületet. A munka után megpróbálják újra indítani a mozdonyt, de senki sem tud vonatot vezetni. Közben feltűnik Ajay Bains, aki szintén segíteni jön Pat-nek és a többieknek. Ugyanakkor Jess eltűnik az állomásról, s  Pancasterben bukkan fel. Pat utána akar menni, de a nagy vihar miatt nem tud elindulni a postásautóval, csak a greendale-i Rakétával sikerül hazahozni a macskát. Azután megrendezik a felújított állomás megnyitóját és sokan felszállnak a greendale-i rakétára, aminek a vezetője mostantól Ajay, Ted segítségével.

## Magyar hangok
| Szereplő                      | Eredeti hang    | Magyar hang      |
| ----------------------------- | --------------- | ---------------- |
| Patrick ''Pat'' Clifton       | Ken Barrie      | Galbenisz Tomasz |
| Theodore ''Ted'' Glen         | Ken Barrie      | Várday Zoltán    |
| Jeffrey ''Jeff'' Pringle      | Ken Barrie      | ?                |
| Peter Timms tiszteletes       | Ken Barrie      | Pálfai Péter     |
| Alfred ''Alf'' Thompson       | Ken Barrie      | Rudas István     |
| Arthur Shelby                 | Ken Barrie      | Csuha Lajos      |
| Jess                          | Mellissa Sinden | eredeti hangján  |
| Sara Clifton                  | Carole Boyd     | ?                |
| Mrs. Goggins                  | Carole Boyd     | ?                |
| Dorothy Thompson              | Carole Boyd     | ?                |
| Julia Pottage                 | Carole Boyd     | ?                |
| Dr. Sylvia Gilbertson         | Carole Boyd     | ?                |
| Sarah Gilbertson              | Carole Boyd     | ?                |
| Charles''Charlie'' Pringle    | Carole Boyd     | ?                |
| időjárás-bemondónő a rádióban | Carole Boyd     | ?                |
| Julian Clifton                | Janet James     | ?                |
| William ''Bill'' Thompson     | Kulvinder Ghir  | ?                |
| Thomas ''Tom'' Pottage        | Kulvinder Ghir  | ?                |
| Ajay Bains                    | Kulvinder Ghir  | Háda János       |
| Kate ''Katy'' Pottage         | Archie Panjabi  | ?                |
| Nisha Bains                   | Archie Panjabi  | ?                |
| Meera Bains                   | Archie Panjabi  | ?                |

További magyar hangok: Dene Tamás, Sz. Nagy Ildikó, Borza Ákos, Kardos Lili, Kardos Bence, Ullmann Zsuzsa

## Érdekességek
Ez az első olyan rész, amely a 2000-es években készült.
Ebben a részben lehet először Pancastert is látni.
Ebben a részben nem szerepel néhány korábbi karakter, pl. Forbes őrnagy, Miss Hubbard, George Lancaster, Sam Waldron, Dryen anyó és Peter Fogg. 
A Greendale-i Rakéta alapja egy LSWR 415 class mozdony, aminek Radial Tank a beceneve. A mozdonyból csak egy maradt az utókora. 